# Guillermo Ford
Guillermo "Billy" Ford Boyd (11 de novembro de 1936 - 19 de março 2011) foi um político panamenho que foi vice-presidente do Panamá. Ele foi um dos companheiros de chapa do candidato presidencial Guillermo Endara durante a campanha eleitoral do Panamá de 1989. Durante a campanha eleitoral o Governo dos Estados Unidos, alegadamente deu US $10 milhões para a campanha de Endara, mas os resultados das eleições foram anuladas pelo Governo do Panamá em 10 de maio.